# Exerzitienmeister (Universität)
Exerzitienmeister war die übergreifende Bezeichnung für Lehrer, die meist Studenten in Reiten, Tanz, Fechten, Gesang, lebenden Fremdsprachen und Zeichnen unterrichteten. Daneben gab es noch spezielle Exerzitienmeister der Pagen und solche auf Hochschulen.

## Geschichte
Die Exerzitienmeister an Universitäten hatten die Aufgabe den überwiegend dem Adel und dem wohlhabenden Bürgertum entstammenden Studenten eine Ausbildung in den als standesgemäß angesehenen Disziplinen Fechten, Reiten und Tanzen zu gewährleisten. Das waren die Fechtmeister, Reit- und Stallmeister und Tanzmeister.  Diese waren zumeist privilegiert, was besagt, dass eigentlich niemand außer ihnen derartigen Unterricht halten durfte. Vielfach wurde versucht diese Privilegierungen zu unterwandern.
Die Exerzitienmeister ihrerseits auf Wahrung ihres Standes bedacht, waren stets bestrebt, sich von den Sprach- und Gesangsmeistern abzugrenzen.
Spätestens mit den Ereignissen der Völkerschlacht kam es dazu, dass immer mehr Studierende aus dem Bürgertum an die Universitäten drängte. Die Kundschaft der Exerzitienmeister kam immer mehr aus dem Bürgertum. Bis zur Mitte des 20. Jahrhunderts waren diese "Exerzitien" Teil des universitären Betriebs. Allerdings verloren die einstigen Privilegien zusehends an Bedeutung, sodass die Durchsetzung derer sich entsprechend schwieriger gestaltete, ja unmöglich wurde. Sie waren auch Teil des Lehrkörpers. Heute lebt diese Tradition nur noch im akademischen Fechten der Studentenverbindungen fort. Die heutigen an den Universitäten betriebenen Sportarten liegen nicht in dieser Tradition. Sie sind Freizeitmöglichkeiten, die aber nicht direkt zum akademischen Betrieb gehören, wie es die Exerzitienmeister einst waren. 
Zu den Exertitienmeistern im weiteren  Sinn gehörten auch die Zeichenmeister, die aber eher als untergeordnet angesehen wurden.

## Bekannte akademische Exerzitienmeister (Auswahl)

### Fechtmeister
- Anton Sebert († 1735)
- Christian Seemann-Kahne (1872–1943)
- Ernst Staberoh (1879–1943)
- Friedrich August Wilhelm Ludwig Roux (1817–1897)
- Gustav Berndt (1799–1864)
- Heinrich Wilhelm Kreußler (1690–1752)
- Johann Adolf Ludwig Werner (1794–1866)
- Johann Wolfgang Bieglein-Kreußler (nach 1700–1780)
- Ludwig Cäsar Roux (1843–1913)
- Paul Roux (1870–1935)
- Wilhelm Kreußler (1597–1673)

### Reit- und Stallmeister
- Albert Röhling (1807–1882)
- Johann Friedrich Rosenzweig (1716 oder 1718–1794)

### Tanzmeister
- Gottfried Taubert (1670–1746)
- Pantaleon Hebenstreit (1668–1750)

### Zeichenmeister
- Johann Friedrich Schröter (1770–1836)
- Johann Stephan Capieux (1748–1813)
- Johann Gottlob Schenk (-1786)